# 145546 Suiqizhong
145546 Suiqizhong este un asteroid din centura principală de asteroizi.

## Descriere
145546 Suiqizhong este un asteroid din centura principală de asteroizi. A fost descoperit pe 25 mai 2006 la Observatorul Lulin de Ye Quan-Zhi și Hong Qin Lin. Asteroidul prezintă o orbită caracterizată de o semiaxă mare de 3,13 ua, o excentricitate de 0,17 și o înclinație de 1,5° în raport cu ecliptica.